# Liste des bourgmestres de la ville de Luxembourg
Cette page est une liste recensant les différents bourgmestres de la ville de Luxembourg (en luxembourgeois : Buergermeeschter vun der Stad Lëtzebuerg) qui se sont succédé depuis 1693.
Le bourgmestre de la ville de Luxembourg est le détenteur du pouvoir exécutif de la capitale luxembourgeoise. À cause de l'importance de la capitale, le poste de bourgmestre de la ville de Luxembourg est l'une des fonctions les plus importantes et les plus prestigieuses de la vie politique et gouvernementale du pays.

## Liste des bourgmestres de la ville de Luxembourg
| Période                                  | Période           | Identité                      | Étiquette | Qualité |
| ---------------------------------------- | ----------------- | ----------------------------- | --------- | ------- |
| 1693                                     | 1698              | Jean-Bernard Knepper          |           |         |
| …                                        | …                 | …                             |           |         |
| 1er septembre 1795                       | 14 septembre 1795 | Jean Jacques Faber            |           |         |
| 14 septembre 1795                        | 28 décembre 1795  | Jean-Georges Pfortzheim       |           |         |
| 28 décembre 1795                         | 7 janvier 1797    | François Hubert Abinet        |           |         |
| 7 janvier 1797                           | 21 mars 1797      | François Roeser               |           |         |
| 21 mars 1797                             | 27 décembre 1797  | François Hubert Abinet        |           |         |
| 27 décembre 1797                         | 1800              | Hermann Urbain                |           |         |
| 1800                                     | 1802              | François Scheffer             |           |         |
| 1802                                     | 7 février 1803    | Jean François Probst          |           |         |
| 7 février 1803                           | 5 avril 1811      | Jean-Baptiste Servais         |           |         |
| 5 avril 1811                             | juin 1814         | Charles Auguste de Tornaco    |           |         |
| juin 1814                                | 1816              | Bonaventure Dutreux-Boch      |           |         |
| 1816                                     | 1816              | François Roeser               |           |         |
| 1816                                     | 1817              | François Scheffer             |           |         |
| 1817                                     | 1820              | Antoine Pescatore             |           |         |
| 1820                                     | 1822              | François Scheffer             |           |         |
| 1822                                     | 1823              | Jean-François Doutreloux      |           |         |
| 1823                                     | 1827              | François Roeser               |           |         |
| 1827                                     | 1843              | François Scheffer             |           |         |
| 1844                                     | 1848              | Ferdinand Pescatore           |           |         |
| 1848                                     | 1850              | Jean-Pierre David Heldenstein |           |         |
| 1850                                     | 1854              | Gabriel de Marie              |           |         |
| 1855                                     | 1865              | Jean-Pierre David Heldenstein |           |         |
| 1865                                     | 1869              | Théodore Eberhard             |           |         |
| 1869                                     | 1873              | Jean Mersch-Wittenauer        |           |         |
| 1873                                     | 1er novembre 1875 | Charles Simonis               |           |         |
| 1875                                     | 17 juin 1890      | Emmanuel Servais              |           |         |
| 27 janvier 1891                          | 24 février 1894   | Dominique Brasseur            |           |         |
| 24 février 1894                          | 24 juillet 1904   | Émile Mousel                  |           |         |
| 24 juillet 1904                          | 14 février 1915   | Alphonse Munchen              | LL        |         |
| 1914                                     | 1918              | Léandre Lacroix               | LL        |         |
| 1918                                     | 1920              | Luc Housse                    | PS        |         |
| 1921                                     | 29 avril 1946     | Gaston Diderich               | RLP       |         |
| 22 juin 1946                             | 31 décembre 1963  | Émile Hamilius                | DP        |         |
| 1 janvier 1964                           | 23 décembre 1969  | Paul Wilwertz                 | LSAP      |         |
| 23 décembre 1969                         | 1 décembre 1980   | Colette Flesch                | DP        |         |
| 1 décembre 1980                          | 31 décembre 1981  | Camille Polfer                | DP        |         |
| 1 janvier 1982                           | 18 août 1999      | Lydie Polfer                  | DP        |         |
| 18 août 1999                             | 24 novembre 2011  | Paul Helminger                | DP        |         |
| 24 novembre 2011                         | 4 décembre 2013   | Xavier Bettel                 | DP        |         |
| 4 décembre 2013                          | En cours          | Lydie Polfer                  | DP        |         |
| Les données manquantes sont à compléter. |                   |                               |           |         |